# إحسان خورسندي
إحسان خورسندي (بالفارسية: احسان خرسندی) هو لاعب كرة قدم إيراني في مركز الهجوم، ولد في 24 مارس 1985 في طهران في إيران. شارك مع منتخب إيران تحت 23 سنة لكرة القدم. أما مع النوادي، فقد لعب مع نادي أبو مسلم خراسان ونادي برسبوليس ونادي غسترش فولاد ونادي كهر دورود لرستان.